# Mikołaj Gorman
Mikołaj Gorman, właściwie Nicholas Gorman (ur. 22 lutego 1930 w Rathdowney, diecezja Ossory, zm. 29 sierpnia 1978 w Fethard-On-Sea) – irlandzki ksiądz katolicki, generał pallotynów w latach 1971–1977. Został pochowany w Thurles.